# Michigan International Speedway
Michigan International Speedway es un óvalo de 2 millas (3.218 metros) de extensión situado en Brooklyn, estado de Míchigan, Estados Unidos. Se inauguró en octubre de 1968, trece meses luego de comenzada su construcción. 
Roger Penske compró el circuito en 1972, e International Speedway Corporation lo hizo en 1999. El trazado tiene forma de D: en vez de dos rectas, una de ellas es en realidad una curva muy amplia, que se transita a fondo. La línea de meta y la calle de boxes se encuentran sobre esta última. Las curvas tienen 18 grados de peralte.
Desde 1969, la NASCAR Cup Series corre en Míchigan dos veces por año: una vez en junio y la otra en agosto. Las otras dos categorías nacionales de la NASCAR, la NASCAR Xfinity Series y la NASCAR Truck Series, compiten allí desde 1992 y 1999 respectivamente.
Por su parte, la serie CART disputó su primera carrera allí en octubre de 1968. Desde 1970 hasta 1995, esa categoría corrió allí a fines de julio o principios de agosto. Entre 1973 y 1986, existió una segunda carrera a fines de septiembre. A partir de la edición de 1981, la carrera estival duró 500 millas (800 km); fue la tercera carrera del campeonato de esa duración, luego de las 500 millas de Indianápolis y las 500 millas de Pocono.
Como consecuencia del surgimiento de la IndyCar Series en 1996, la CART volvió a organizar una segunda carrera en Míchigan, las U.S. 500, en este caso el mismo domingo de fines de mayo de las 500 millas de Indianápolis. Entre 1997 y 2001, la CART celebró nuevamente una única fecha en Míchigan, en julio.
La carrera pasó a formar parte de la IndyCar Series a partir de 2002, siempre a fines de julio o principios de agosto, aunque reducida a 400 millas (640 km). Se disputó por última vez en 2007. La Indy Lights acompañó a la CART en 1996 y entre 1998 y 2000, y a la IndyCar entre 2002 y 2004.

## Récords de vuelta
- Absoluto extraoficial: CART, André Ribeiro, 30,201 s, 383,590 km/h (238,403 mph), 1996, tanda de entrenamientos.
- CART : Paul Tracy, 30,645 s, 378,033 km/h (234,949 mph), 22 de julio de 2000.
- IndyCar Series: Tomas Scheckter, 32,365 s, 357,935 km/h (222,458 mph), 26 de julio de 2003.
- Copa NASCAR: Jeff Gordon, 34,857 s, 332,42 km/h (206,558 mph), 15 de agosto de 2014.

## Ganadores

### NASCAR
| Año  | Cup Series (junio) | Cup Series (junio) | Cup Series (agosto) | Cup Series (agosto) | Xfinity Series     | Truck Series        |
| ---- | ------------------ | ------------------ | ------------------- | ------------------- | ------------------ | ------------------- |
| 1990 | Dale Earnhardt     | Chevrolet          | Mark Martin         | Ford                | -                  | -                   |
| 1991 | Davey Allison      | Ford               | Dale Jarrett        | Ford                | -                  | -                   |
| 1992 | Davey Allison      | Ford               | Harry Gant          | Oldsmobile          | Todd Bodine        | -                   |
| 1993 | Ricky Rudd         | Chevrolet          | Mark Martin         | Ford                | Mark Martin        | -                   |
| 1994 | Rusty Wallace      | Ford               | Geoffrey Bodine     | Ford                | Bobby Labonte      | -                   |
| 1995 | Bobby Labonte      | Chevrolet          | Bobby Labonte       | Chevrolet           | Mark Martin        | -                   |
| 1996 | Rusty Wallace      | Ford               | Dale Jarrett        | Ford                | Jeff Purvis        | -                   |
| 1997 | Ernie Irvan        | Ford               | Mark Martin         | Ford                | Steve Park         | -                   |
| 1998 | Mark Martin        | Ford               | Jeff Gordon         | Chevrolet           | Jeff Burton        | -                   |
| 1999 | Dale Jarrett       | Ford               | Bobby Labonte       | Pontiac             | Dale Earnhardt Jr. | Greg Biffle         |
| 2000 | Tony Stewart       | Pontiac            | Rusty Wallace       | Ford                | Todd Bodine        | Greg Biffle         |
| 2001 | Jeff Gordon        | Chevrolet          | Sterling Marlin     | Dodge               | Ryan Newman        | -                   |
| 2002 | Matt Kenseth       | Ford               | Dale Jarrett        | Ford                | Michael Waltrip    | Robert Pressley     |
| 2003 | Kurt Busch         | Ford               | Ryan Newman         | Dodge               | Kevin Harvick      | Brendan Gaughan     |
| 2004 | Ryan Newman        | Dodge              | Greg Biffle         | Ford                | Kyle Busch         | Travis Kvapil       |
| 2005 | Greg Biffle        | Ford               | Jeremy Mayfield     | Dodge               | Ryan Newman        | Dennis Setzer       |
| 2006 | Kasey Kahne        | Dodge              | Matt Kenseth        | Ford                | Dale Earnhardt Jr. | Johnny Benson       |
| 2007 | Carl Edwards       | Ford               | Kurt Busch          | Dodge               | Denny Hamlin       | Travis Kvapil       |
| 2008 | Dale Earnhardt Jr. | Chevrolet          | Carl Edwards        | Ford                | Carl Edwards       | Erik Darnell        |
| 2009 | Mark Martin        | Chevrolet          | Brian Vickers       | Toyota              | Brad Keselowski    | Colin Braun         |
| 2010 | Denny Hamlin       | Toyota             | Kevin Harvick       | Chevrolet           | Brad Keselowski    | Aric Almirola       |
| 2011 | Denny Hamlin       | Toyota             | Kyle Busch          | Toyota              | Carl Edwards       | Kevin Harvick       |
| 2012 | Dale Earnhardt Jr. | Chevrolet          | Greg Biffle         | Ford                | Joey Logano        | Nelson Piquet Jr.   |
| 2013 | Greg Biffle        | Ford               | Joey Logano         | Ford                | Regan Smith        | James Buescher      |
| 2014 | Jimmie Johnson     | Chevrolet          | Jeff Gordon         | Chevrolet           | Paul Menard        | Johnny Sauter       |
| 2015 | Kurt Busch         | Chevrolet          | Matt Kenseth        | Toyota              | Kyle Busch         | Kyle Busch          |
| 2016 | Joey Logano        | Ford               | Kyle Larson         | Chevrolet           | Daniel Suárez      | Brett Moffitt       |
| 2017 | Kyle Larson        | Chevrolet          | Kyle Larson         | Chevrolet           | Denny Hamlin       | Darrell Wallace Jr. |
| 2018 | Clint Bowyer       | Ford               | Kevin Harvick       | Ford                | Austin Dillon      | Brett Moffitt       |
| 2019 | Joey Logano        | Ford               | Kevin Harvick       | Ford                | Tyler Reddick      | Austin Hill         |
| 2020 | Kevin Harvick      | Ford               | Kevin Harvick       | Ford                | -                  | Zane Smith          |
| 2021 | Ryan Blaney        | Ford               | A. J. Allmendinger  | Chevrolet           | -                  | -                   |

### CART e IndyCar
| Año                        | Mes                        | Piloto                     | Automóvil                  | Equipo                     |
| CART Indy Car World Series | CART Indy Car World Series | CART Indy Car World Series | CART Indy Car World Series | CART Indy Car World Series |
| -------------------------- | -------------------------- | -------------------------- | -------------------------- | -------------------------- |
| 1979                       | Julio                      | Gordon Johncock            | Penske Cosworth            | Patrick                    |
| 1979                       | Julio                      | Bobby Unser                | Penske Cosworth            | Penske                     |
| 1979                       | Septiembre                 | Bobby Unser                | Penske Cosworth            | Penske                     |
| 1980                       | Julio                      | Johnny Rutherford          | Chaparral Cosworth         | Chaparral                  |
| 1980                       | Octubre                    | Mario Andretti             | Penske Cosworth            | Penske                     |
| 1981                       | Julio                      | Pancho Carter              | Penske Cosworth            | Morales                    |
| 1981                       | Septiembre                 | Rick Mears                 | Penske Cosworth            | Penske                     |
| 1982                       | Julio                      | Gordon Johncock            | Wildcat Cosworth           | Patrick                    |
| 1982                       | Septiembre                 | Bobby Rahal                | March Cosworth             | TrueSports                 |
| 1983                       | Julio                      | John Paul Jr.              | Penske Cosworth            | VDS                        |
| 1983                       | Septiembre                 | Rick Mears                 | Penske Cosworth            | Penske                     |
| 1984                       | Julio                      | Mario Andretti             | Lola Cosworth              | Newman/Haas                |
| 1984                       | Septiembre                 | Mario Andretti             | Lola Cosworth              | Newman/Haas                |
| 1985                       | Julio                      | Emerson Fittipaldi         | March Cosworth             | Patrick Racing             |
| 1985                       | Septiembre                 | Bobby Rahal                | March Cosworth             | TrueSports                 |
| 1986                       | Agosto                     | Johnny Rutherford          | March Cosworth             | Morales                    |
| 1986                       | Septiembre                 | Bobby Rahal                | March Cosworth             | TrueSports                 |
| 1987                       | Agosto                     | Michael Andretti           | March Cosworth             | Kraco                      |
| 1988                       | Agosto                     | Danny Sullivan             | Penske Chevrolet           | Penske                     |
| 1989                       | Agosto                     | Michael Andretti           | Lola Chevrolet             | Newman/Haas                |
| 1990                       | Agosto                     | Al Unser Jr.               | Lola Chevrolet             | Galles/Kraco               |
| 1991                       | Agosto                     | Rick Mears                 | Penske Chevrolet           | Penske                     |
| 1992                       | Agosto                     | Scott Goodyear             | Lola Chevrolet             | Walker                     |
| 1993                       | Agosto                     | Nigel Mansell              | Lola Ford-Cosworth         | Newman/Haas                |
| 1994                       | Julio                      | Scott Goodyear             | Lola Ford-Cosworth         | King                       |
| 1995                       | Julio                      | Scott Pruett               | Lola Ford-Cosworth         | Patrick                    |
| CART World Series          |                            |                            |                            |                            |
| 1996                       | Mayo                       | Jimmy Vasser               | Reynard Honda              | Ganassi                    |
| 1996                       | Julio                      | André Ribeiro              | Lola Honda                 | Tasman                     |
| 1997                       | Julio                      | Alex Zanardi               | Reynard Honda              | Ganassi                    |
| CART Championship Series   |                            |                            |                            |                            |
| 1998                       | Julio                      | Greg Moore                 | Reynard Mercedes-Benz      | Forsythe                   |
| 1999                       | Julio                      | Tony Kanaan                | Reynard Honda              | Forsythe                   |
| 2000                       | Julio                      | Juan Pablo Montoya         | Lola Toyota                | Ganassi                    |
| 2001                       | Julio                      | Patrick Carpentier         | Reynard Ford-Cosworth      | Forsythe                   |
| IndyCar Series             |                            |                            |                            |                            |
| 2002                       | Julio                      | Tomas Scheckter            | Dallara Infiniti           | Cheever                    |
| 2003                       | Julio                      | Alex Barron                | G-Force Toyota             | Mo Nunn                    |
| 2004                       | Agosto                     | Buddy Rice                 | G-Force Honda              | Rahal Letterman            |
| 2005                       | Julio                      | Bryan Herta                | Dallara Honda              | Andretti Green             |
| 2006                       | Julio                      | Hélio Castroneves          | Dallara Honda              | Penske                     |
| 2007                       | Agosto                     | Tony Kanaan                | Dallara Honda              | Andretti Green             |

### Indy Lights
| Año  | Piloto           |
| ---- | ---------------- |
| 1996 | David Empringham |
| 1998 | Tony Renna       |
| 1999 | Philipp Peter    |
| 2000 | Felipe Giaffone  |
| 2002 | A.J. Foyt IV     |
| 2003 | Mark Taylor      |
| 2004 | P.J. Chesson     |